# 安岡孝章
安岡 孝章（やすおか たかあき、1960年3月14日 - ）は、高知県高知市出身の日本の歌手、ソングライター、音楽プロデューサー。高知高等学校卒業。
1985年にアイリーン・フォーリーンのボーカリストとしてメジャー・デビュー。現在は故郷の高知で新人発掘、育成に注力しながら音楽活動を続けている。

## 人物

### 幼少期から青年期
高知県高知市出身。小学校の頃、5歳上の姉の影響で洋楽を聞き始める。膨大な量のレコードを訳もわからず片っ端から聞いていたという。中学2年の時に何となくオリジナル曲を作ってみたくなり、ギターを始めた。中学3年の時に結成した「オレンジ・ガム」というユニットでヤマハポピュラーソングコンテストにエントリーし、高知県代表に選ばれる。
高校時代はライブ活動に明け暮れた。高校3年の時、第15回ヤマハポピュラーソングコンテストで、つま恋本選会入賞。副賞のキングレコード賞も受賞。高校卒業後もしばらくの間高知で音楽活動を続ける。
19歳の時に高校の先輩が「STEP」というユニットでテイチクエンタテインメントからメジャー・デビューした際に、彼らの1stアルバムに楽曲「バースディ・ナイト」を提供し作家デビューを果たす。その一方でバンド「ビッグショット」を結成し、この頃からキーボードを弾き始める。ビッグショットは2年6ヶ月活動して解散。その後、仲の良いミュージシャン達と「タダで東京へ遊びに行こう」という理由で、「おしんこピラフ」というバンドを結成し「サウンドウイズコーク」というコンテストに出場。おしんこピラフは四国大会でグランプリを受賞し、東京へ行く。コンテスト後はそのまま解散する予定だったが、メンバーチェンジをしながら活動を続ける。
1983年にバンド名をおしんこピラフから「セカンドアベニュー」へ改名。その翌年の1984年、バンド名をアイリーン・フォーリーンに再改名。この頃、チューリップの所属プロダクションであった「クリケット」に一時在籍。

### アイリーン・フォーリーン
アイリーン・フォーリーンはビクター音楽産業（後のJVCケンウッド・ビクターエンタテインメント）/Invitation、芸能事務所「CIA」と契約し、1985年にメジャー・デビュー。1stアルバムは武部聡志、2ndアルバムは小林武史と共同制作したが、それ以降はセルフプロデュースで作品を発表。シティ・ポップのアーティストとして活動したが、バンドはベスト盤を含む4枚のアルバム、4枚のシングルを残して1988年に活動停止した。

### ソロ活動
30歳でソロ活動をスタート。キティ・アーティストに事務所を移籍し、西込加久見や齋藤昇などとソロアルバムを制作しライブツアーを行う。ソロ活動を開始した頃からアーティストへの楽曲提供やプロデュース、CM音楽の制作などの裏方的な活動も多くなる。
ゆったりとした環境を求め、2000年に千葉県東金市へ移住。同時にプライベートスタジオ「Dali」を自宅敷地内に建設し、そこでの音楽制作を中心に活動する。2007年にアイリーン・フォーリーンを再結成。

### 高知での活動
2010年、故郷の高知に活動の拠点を再び移し、その2年後の2012年、高知県高知市に音楽教室「サスガ・ミュージック・クラブ」を設立。
2015年に新メンバーで「アイリーン・フォーリーン・ネクスト」を結成し、2016年には高知ラヴィータホールにてワンマンライブを行う。
現在は地元アーティストの発掘、プロデュースなど後進の指導にも力を注いでいる。また自身のバンドの他、イベントの企画製作、映画音楽の制作などで活動、東京と高知を行き来する生活を送っている。
車が趣味で、マツダ・RX-7、日産・フェアレディZ、マツダ・ロードスター、メルセデス・ベンツE-320TEなどといった愛車遍歴を持つ。

## 作品

### アルバム

#### オリジナル・アルバム
| 枚 | 発売日       | タイトル           | CD仕様 | 備考             |
| -- | ------------ | ------------------ | ------ | ---------------- |
|    | 1990年1月1日 | ミラクル オブ ラブ | CD     | 「安岡孝章」名義 |

## 出演

### テレビ
- スタジオパークからこんにちは（NHK）
- 歌って走ってキャラバンバン（テレビ高知）予選審査員長　決勝審査員

### ラジオ
- アイリーン・フォーリーン•ワンミニッツ・ステーション（1985年9月 - 12月、ニッポン放送）
- サスガじゃナイト（2015年9月 - 12月、FM高知）

## 映画
- サムライせんせい（2017年）
  - 音楽プロデュース、BGM作曲。主題歌「約束」作詞作曲（歌は北山淳貴）。

## CM（音楽）
- 花王ロリエ
- ファミリーフレッシュ
- ドクターレイン
- 畑田製菓
- KOSE
- 浜幸（土佐銘菓かんざし）
- 四万十ぶしゅかん

## 提供作品
- 中森明菜
  - マリオネット（作詞・作曲）
- 橋本美加子
  - 予感（作曲）
- 秋元薫
  - 月夜（作曲）
- NAO
  - 負けないで（作詞・作曲・編曲）
- 桜井幸子
  - 未来へきっとつづく夏（作曲）
- 清水宏次朗
  - アルバム「MIND BRLEZE」（編曲）
  - 愛が見えはじめたら（作曲・編曲）
  - アップ　サイド　ダウン（作曲・編曲）
  - SOLDER BLUE（作曲・編曲）
- 遠藤由美
  - DREAM AROMA（作曲・編曲）
- 広石恵子
- 詩子
- 島本須美
- 久川綾
- SAKIKO
- かないみか
- 黒沢律子
- S-NERY
- 神子雅
- B・I・G
- 井上喜久子
- 宮尾知明
- kasumi
- PARADIGM SHIFT
- 中村マコ
- 合田和宏
- 高知大好き乙女ねえやん